# Attilio Gerola
Attilio Gerola (Legnano, 4 aprile 1896 – ...) è stato un calciatore italiano, di ruolo centrocampista.

## Carriera
Cresciuto nel Legnano, ha disputato una partita in Prima Categoria Lombarda con l'Inter il 20 marzo 1919 Inter-Trevigliese (4-0).
Poi tredici stagioni con i lilla del Legnano, per un totale di 290 partite.
Ha chiuso la sua carriera a Trento.

## Statistiche

### Presenze e reti nei club
| 1918-1919       | Inter           | Prima Categoria     | 1   | 0 | Totale Inter   | Totale Inter   |  | 1   | 0 |
| 1919-1920       | Legnano         | Prima Categoria     | 18  | 0 |                |                |  |     |   |
| 1920-1921       | Legnano         | Prima Categoria     | 23  | 0 |                |                |  |     |   |
| 1921-1922       | Legnano         | Prima Divisione     | 21  | 0 |                |                |  |     |   |
| 1922-1923       | Legnano         | Prima Divisione     | 19  | 0 |                |                |  |     |   |
| 1923-1924       | Legnano         | Prima Divisione     | 22  | 0 |                |                |  |     |   |
| 1924-1925       | Legnano         | Prima Divisione     | 22  | 0 |                |                |  |     |   |
| 1925-1926       | Legnano         | Prima Divisione     | 17  | 0 |                |                |  |     |   |
| 1926-1927       | Legnano         | Prima Divisione     | 18  | 0 |                |                |  |     |   |
| 1927-1928       | Legnano         | Prima Divisione     | 18  | 0 |                |                |  |     |   |
| 1928-1929       | Legnano         | Divisione Nazionale | 26  | 1 |                |                |  |     |   |
| 1929-1930       | Legnano         | Serie B             | 31  | 1 |                |                |  |     |   |
| 1930-1931       | Legnano         | Serie A             | 34  | 0 |                |                |  |     |   |
| 1931-1932       | Legnano         | Serie B             | 21  | 0 | Totale Legnano | Totale Legnano |  | 290 | 2 |
| Totale carriera | Totale carriera |                     | 291 | 2 |                |                |  |     |   |